# Lanius gubernator
El alcaudón de Emin (Lanius gubernator) es una especie de ave paseriforme de la familia Laniidae propia del África subsahariana. Se distribuye por diseminado por zonas del África equatorial África.